# 麦大杰
麦大杰（英語：Peter Mak Tai-Kit，1957年—2023年3月26日）是香港一名电影和电视剧导演。他执导过的电影包括《妖兽都市》、《夜疯狂》和《国四英雄传》等；而他执导的电视剧则有《流星花园2》、《又见一帘幽梦》、《爱上女主播》和《一不小心爱上你》等。